# Lubina (Oder)
Die Lubina ist ein rechter Nebenfluss der Oder in den Mährisch-Schlesischen Beskiden in Tschechien.

## Verlauf
Die Lubina entspringt bei Pindula am Nordhang der Velká Polana (980 m) an der Nordwestseite des Radhošťkammes. An ihrem Lauf nach Norden liegen die Ortschaften Pindula, Buzkovice, Kopaná, Bartošky, Lubina, Horečky, Frenštát pod Radhoštěm, Valcha, Vlčovice, Mniší, Drnholec nad Lubinou, Větřkovice, Haškovec, Benátky, Příbor, Véska, Klokočov, Skotnice, Skorotín, Malá Strana, Mošnov, Dvorek, Petřvald, Košatka, Malá Košatka und Vrbanisko. Nach 31,7 Kilometern mündet die Lubina bei Košatka in die Oder.

## Zuflüsse
- Malý škaredý potok (r), Buzkovice
- Radhoštnice (r), Kopaná
- Rokytná (l), Bartošky
- Lánský potok (r), bei Bartošky
- Sadový potok (l), Lubina
- Lomná (r), Frenštát pod Radhoštěm
- Bystrý potok (r), Frenštát pod Radhoštěm
- Malý Bystrý potok (r), Valcha
- Dlouhý potok (r), Valcha
- Muchač (l), bei Lichnov
- Lichnovský potok (l), unterhalb Lichnov
- Tichávka (r), Vlčovice
- Lubinka (r), Mniší
- Babincův potok (l), unterhalb Mniší
- Svěcený potok (r), Větřkovice
- Kopřivnička (l), Benátky
- Klenos (r), Klokočov
- Trnávka (r), unterhalb Petřvald